# Gunpo
Gunpo (în coreeană 군포시) este un oraș din Coreea de Sud.

## Personalități născute aici
- Kim Ji-soo (cunoscută sub numele JISOO, n. 1995), cântăreață, actriță.